# K (藝人)
古賀祐大（日语：／ Koga Yudai，1997年10月21日—），藝名為K（日语：ケイ）是日本男歌手、演員，現為YX LABELS旗下的男子團體&TEAM成員，2022年12月7日在日本出道。

## 簡介與早年經歷
古賀祐大，藝名為K，東京都出身，身高186.5公分，血型A。高中時期是驛傳隊伍的核心選手，也是馬拉松選手。在決定上大學的情況下，決定放棄田徑，轉而成為一名藝人。於2016年的超級盃中場秀上第一次看到Bruno Mars，是決定成為藝人的契機。於是去美國洛杉磯學習舞蹈，回國後，曾到日本藝人培訓學校EXPG，並參加過日本經紀公司的徵選，之後遇到Big Hit娛樂（現HYBE）來日本招募，結果受到表演總監和經紀公司的高層邀請，並去了韓國成爲練習生。

## 演藝生涯

### 出道前
2017年，為日本藝人培訓學校EXPG東京校的學生。
2019年，參加日本經紀公司LDH舉辦的徵選《ROAD TO D 夢への軌跡》。
2020年6月26日，出演由CJ ENM和Big Hit娛樂聯手推出的新男團選秀節目《I-LAND》，同年9月18日，在節目最後一集遭到淘汰。
2021年1月1日，Big Hit娛樂公布Big Hit Japan將於2021年推出第一個在日本出道男子團體，古賀祐大為其中一名成員。
2022年7月9日，出演日本選秀節目《&AUDITION - The Howling -》，同年9月3日，於節目最後一集團體&TEAM正式成立。

### 2022年至今：&TEAM
2022年12月7日，以男團&TEAM成員身份發行首張迷你專輯《First Howling : ME》在日本出道。
2024年7月5日，K首次參演的電視劇《私をもらって》播出，於劇中扮演死神。
2024年8月2日，首次擔任日本富士電視台節目《鬧鐘電視》的8月份娛樂主持人。
2025年5月3日，宣布K將於同年9月13日-21日在東京舉辦《2025年世界田徑錦標賽》的TBS電視台節目《東京2025世界陸上》擔任應援者。

## 媒體作品

### 電視劇
| 年份   | 電視台／OTT      | 戲劇名稱               | 飾演角色 | 備註 |
| ------ | ---------------- | ---------------------- | -------- | ---- |
| 2024年 | 日本電視台、hulu | 私をもらって～追憶篇～ | 死神     |      |
| 2024年 | 日本電視台、hulu | 私をもらって～戀路編～ | 死神     |      |
| 2025年 | 日本電視台、hulu | 私をもらって～出逢編～ | 死神     |      |

### 固定綜藝節目
| 年份   | 日期               | 電視台／OTT   | 節目名稱  | 集數 | 備註                  |
| ------ | ------------------ | ------------- | --------- | ---- | --------------------- |
| 2020年 | 6月26日－9月18日   | Mnet、tVN     | I-LAND    | 12   | 第12集遭到淘汰        |
| 2022年 | 7月9日－9月3日     | hulu、YouTube | &AUDITION | 8    |                       |
| 2024年 | 10月11日－12月20日 | TBS電視台     | LOVE it!  | 11   | 每週五LOVE it! Family |
| 2025年 | 7月14日－9月       | TBS電視台     | LOVE it!  |      | 每週一LOVE it! Family |

### 節目主持
| 年份   | 日期            | 電視台     | 節目名稱           | 備註 |
| ------ | --------------- | ---------- | ------------------ | ---- |
| 2024年 | 8月5日－8月26日 | 富士電視台 | 鬧鐘電視           |      |
| 2025年 | 1月7日－1月28日 | 朝日電視台 | ウチらのエモい平成 |      |

### 特別節目
| 年份   | 日期     | 電視台／OTT | 節目名稱         | 備註               |
| ------ | -------- | ----------- | ---------------- | ------------------ |
| 2023年 | 10月14日 | TBS電視台   | 全明星感謝祭23秋 | 迷你馬拉松第一名   |
| 2024年 | 4月6日   | TBS電視台   | 全明星感謝祭24春 |                    |
| 2025年 | 9月13日  | TBS電視台   | 東京2025世界陸上 | 世界田徑賽節目應援 |